# Ипсилон Весов
Ипсилон Весов (лат. υ Librae), 39 Весов (лат. 39 Librae), HD 139063 — двойная звезда в созвездии Весов на расстоянии приблизительно 203 световых лет (около 62 парсеков) от Солнца. Видимая звёздная величина звезды — +3,589m. Возраст звезды оценивается как около 3,14 млрд лет.

## Характеристики
Первый компонент — оранжевый гигант спектрального класса K3,5III или K3III. Масса — около 1,67 солнечной, радиус — около 31,5 солнечных, светимость — около 309 солнечных. Эффективная температура — около 4135 К.
Второй компонент удалён на 2 угловые секунды.